# Джеймс Джастін
Джеймс Джастін (англ. James Justin, нар. 23 лютого 1998, Лутон) — англійський футболіст, захисник клубу «Лестер Сіті».

## Клубна кар'єра
Народився 23 лютого 1998 року в місті Лутон. Вихованець футбольної школи клубу «Лутон Таун». В першій командф дебютував 7 травня 2016 року в матчі заключного туру Другої ліги Англії сезону 2015/16 проти «Ексетер Сіті». У сезоні 2016/17 став гравцем основного складу «Лутона». За підсумками сезону був визнаний найкращим молодим гравцем «Лутон Таун». За підсумками сезону 2018/19 допоміг своїй команді виграти Першу лігу, зігравши 43 матчі і забивши 3 м'ячі в рамках чемпіонату. Загалом за три сезони у рідній команді взяв участь у 114 матчах в усіх турнірах і забив 5 голів.
28 червня 2019 року перейшов до клубу Прем'єр-Ліги «Лестер Сіті», підписавши з «лисами» п'ятирічний контракт. 24 вересня 2019 року Джастін забив гол у своєму дебютному матчі за «Лестер» в третьому турі Кубка Англійської ліги проти «Лутон Таун». 4 грудня 2019 року дебютував у Прем'єр-лізі, вийшовши на заміну Гарві Барнсу у матчі проти «Вотфорда». Станом на 20 вересня 2020 року відіграв за команду з Лестера 15 матчів в національному чемпіонаті.

## Виступи за збірні
2017 року провів два матчі у складі юнацької збірної Англії (U-20), зігравши проти Нідерландів (3:0), вийшовши на заміну на 74-й хвилині, та Швейцарії (0:0), де був замінений на 62 хвилині.
З 2019 року залучався до складу молодіжної збірної Англії. На молодіжному рівні зіграв у 6 офіційних матчах.

## Статистика виступів

### Статистика клубних виступів
| Сезон                   | Команда                 | Чемпіонат               | Чемпіонат | Чемпіонат | Національний кубок | Національний кубок | Національний кубок | Континентальні кубки | Континентальні кубки | Континентальні кубки | Інші змагання | Інші змагання | Інші змагання | Усього | Усього | Усього |
| Сезон                   | Команда                 | Ліга                    | Ігор      | Голів     | Ліга               | Ігор               | Голів              | Ліга                 | Ігор                 | Голів                | Ліга          | Ігор          | Голів         | Ігор   | Голів  |        |
| ----------------------- | ----------------------- | ----------------------- | --------- | --------- | ------------------ | ------------------ | ------------------ | -------------------- | -------------------- | -------------------- | ------------- | ------------- | ------------- | ------ | ------ | ------ |
| 2015–16                 | «Лутон Таун»            | 2Л (IV)                 | 1         | 0         | КА+КЛ              | 0                  | 0                  | -                    | -                    | -                    | ТФЛ           | 0             | 0             | 1      | 0      |        |
| 2016–17                 | «Лутон Таун»            | 2Л (IV)                 | 29+2      | 1         | КА+КЛ              | 3+1                | 0                  | -                    | -                    | -                    | ТФЛ           | 4             | 0             | 39     | 1      |        |
| 2017–18                 | «Лутон Таун»            | 2Л (IV)                 | 17        | 2         | КА+КЛ              | 1+0                | 0                  | -                    | -                    | -                    | ТФЛ           | 4             | 0             | 22     | 2      |        |
| 2018–19                 | «Лутон Таун»            | 1Л (ІІІ)                | 43        | 3         | КА+КЛ              | 4+1                | 0                  | -                    | -                    | -                    | ТФЛ           | 4             | 0             | 52     | 3      |        |
| Усього за «Лутон Таун»  | Усього за «Лутон Таун»  | Усього за «Лутон Таун»  | 90+2      | 6         |                    | 10                 | 0                  |                      | -                    | -                    |               | 12            | 0             | 114    | 6      |        |
| 2019–20                 | «Лестер Сіті»           | ПЛ                      | 13        | 0         | КА+КЛ              | 3+2                | 0+1                | -                    | -                    | -                    | -             | -             | -             | 18     | 1      |        |
| 2020–21                 | «Лестер Сіті»           | ПЛ                      | 2         | 1         | КА+КЛ              | -                  | -                  | ЛЄ                   | -                    | -                    | -             | -             | -             | 2      | 1      |        |
| Усього за «Лестер Сіті» | Усього за «Лестер Сіті» | Усього за «Лестер Сіті» | 15        | 1         |                    | 5                  | 1                  |                      | -                    | -                    |               | -             | -             | 20     | 2      |        |
| Усього за кар'єру       | Усього за кар'єру       | Усього за кар'єру       | 105+2     | 7         |                    | 15                 | 1                  |                      | -                    | -                    |               | 12            | 0             | 134    | 8      |        |

## Досягнення

### Командні
- Чемпіон Першої ліги: 2018/19[9]
- Володар Кубка Англії: 2020/21
- Володар Суперкубка Англії: 2021

### Особисті
- Молодий гравець сезону в «Лутон Таун»: 2016/17[2], 2018/19[10]
- Молодий гравець місяця в Англійській футбольній лізі: листопад 2018[11]
- Член «команди року» за версією ПФА в Лізі 1: 2018/19[12]